# Katadromer Eisfisch
Der Katadrome Eisfisch (Pseudaphritis urvillii) (Gr.: pseudes = falsch, aphritis = Anchovie) ist eine im südöstlichen Australien und auf Tasmanien vorkommende Art der Antarktisfische (Notothenioidei). Die Fische leben vor allem im Süßwasser, wandern zum Laichen aber ins Meer (Katadrome Fische).

## Merkmale
Die Fische sind langgestreckt und werden maximal 36 Zentimeter lang, bleiben für gewöhnlich aber bei einer Länge von 17 Zentimeter. Sie haben zwei deutlich getrennte Rückenflossen, die erste ist kurz, die zweite lang und steht der langen Afterflosse symmetrisch gegenüber. Die zwei Rückenflossen werden von acht Flossenstacheln und 25 Weichstrahlen gestützt, die Afterflosse von einem Stachel und 22 Weichstrahlen, die Schwanzflosse von 14 Hauptflossenstrahlen.

## Lebensweise
Der Katadrome Eisfisch lebt in Flüssen und Flussmündungen und hält sich dort in langsam strömendem Wasser bei Baumstümpfen, unter überhängenden Ufern und zwischen Laub auf. Zur Fortpflanzung von April bis August wandern die geschlechtsreifen Tiere ins küstennahe Meer. Der Katadrome Eisfisch ernährt sich von Insekten, Krebs- und Weichtieren, Würmern und kleinen Fischen. Auf der Flucht vor Fressfeinden vergräbt er sich oft in den Gewässergrund. Die Fische haben eine sehr gute Osmoregulation und vertragen das direkte Umsetzen von Salz- in Süßwasser ohne jede Anzeichen von Stress.

## Systematik
Die Art wurde früher in die Familie der Eisfische (Bovichtidae) gestellt und ist heute die einzige der Familie Pseudaphritidae. Leonard Jenyns beschrieb zwei weitere Arten, Pseudaphritis porosus von der Küste Patagoniens, die heute als Synonym von Pseudaphritis urvillii gilt, und Pseudaphritis undulatus, die mit Eleginops maclovinus synonymisiert wurde.
Die systematische Stellung innerhalb der Antarktisfische verdeutlicht folgendes Kladogramm:
|  | Eisfische (Bovichtidae)                                                                                              |
|  | |
|  | \| \| Katadromer Eisfisch (Pseudaphritis urvillii) \| \| \| \| \| \| Übrige Familien der Antarktisfische \| \| \| \| |
|  | |
|  | Katadromer Eisfisch (Pseudaphritis urvillii)                                                                         |
|  | |
|  | Übrige Familien der Antarktisfische                                                                                  |
|  | |

|  | Katadromer Eisfisch (Pseudaphritis urvillii) |
|  |                                              |
|  | Übrige Familien der Antarktisfische          |
|  |                                              |

|  | Eisfische (Bovichtidae)                                                                                              |
|  | |
|  | \| \| Katadromer Eisfisch (Pseudaphritis urvillii) \| \| \| \| \| \| Übrige Familien der Antarktisfische \| \| \| \| |
|  | |
|  | Katadromer Eisfisch (Pseudaphritis urvillii)                                                                         |
|  | |
|  | Übrige Familien der Antarktisfische                                                                                  |
|  | |

|  | Katadromer Eisfisch (Pseudaphritis urvillii) |
|  |                                              |
|  | Übrige Familien der Antarktisfische          |
|  |                                              |